# Manuel Dominguez (ranchero)
Pour les articles homonymes, voir Domínguez.
Manuel Dominguez (1803-1882) est un des premiers détenteurs de rancho et politicien de Californie. Sa carrière publique inclut Alcalde (maire) du Pueblo de Los Ángeles et troisième préfet du district sud d'Alta California. Il est signataire de la première Constitution californienne. En tant que petit-neveu de Juan Jose Dominguez (vers 1736-1809), sans enfant, détenteur d'origine de la vaste concession de terres, le Rancho San Pedro dans le bassin de Los Angeles, Manuel hérite du Rancho et solidifie sa revendication légale sur le bien tout au long des transitions gouvernementales entre la colonie espagnole, le gouvernement mexicain, puis l'État américain. La maison en adobe qu'il construit sur le rancho est maintenant un monument historique (historic landmark) de Californie.

## Ascendance et jeunesse
Manuel Dominguez, appelé Don Manuel, nait le 26 janvier 1803  dans la province coloniale de Las Californias de la vice-royauté espagnole de Nouvelle-Espagne (Mexique colonial). Il nait dans une grande famille d'Alta California. Dans le système colonial espagnol de classification raciale sistema de castas, il est un Espagnol Criollo. La famille gente de razón  s'est retracée à travers des générations de sang pur au Mexique, jusqu'à des ancêtres en Catalogne en Espagne. Il est baptisé Luis Gonzaga Policarpo Manuel Antonio y Fernando Dominguez . Les données de baptême à la Yglesia del Real Presidio de San Diego indiquent le père comme étant Christobal  Dominguez de statut militaire: Cabo de la compañia de cuera deste Presidio, et la mère comme étant Maria Reyes Yvañez. Les parrains sont représentés comme Maria Gorgona Valencuela et Manuel Rodriguez.
Le père de Manuel est José Cristobal Dominguez (vers 1761 - 6 janvier 1825) et sa mère est Maria de Los Reyes Ybanez (vers 1763 - 5 février 1834). Les documents existants n'identifient pas les noms des grands-parents. Le grand-oncle de Manuel, le frère de son grand-père, est Juan Jose Dominguez (vers 1736-1809). Le père de Juan Jose est José Ignacio Dominguez. Juan Jose est le détenteur initial de la vaste concession foncière espagnole connue sous le nom de Rancho San Pedro. Juan Jose ne se marie jamais et est meurt en 1809, laissant héritier son neveu Cristobal, le père de Manuel. À la mort de Cristobal en 1825, Manuel et ses frères et sœurs survivants héritent du rancho. Les frères et sœurs de Manuel Dominguez sont Maria Jesus (1796-1799), Josef de Los Dolores (1798-1819), Maria Victoria (1800-1873), Francisca Marcelina (1805-1828), Maria Elena Ramona (1807-1842), Jose Nasario (1809-1860), Pedro Juan Santiago Pectinarzo «Agapito» (1812-1859) et Maria Sinforosa (1815-1820).
Manuel Dominguez est décrit comme grand, beau, intelligent et aimable. Il est catholique romain fidèle et insiste pour que sa famille observe les rituels. Comme de coutume, il est formé dans sa jeunesse à l'équitation et à l'élevage en plein air. Il apprend à lire et à écrire l'espagnol à une époque où la plupart des gens sont analphabètes. Il continue à s'instruire par la lecture tout au long de sa vie. Il est un maître de la langue espagnole et il apprend à parler anglais. Il devient un orateur public compétent capable d'utiliser à la fois la diplomatie et l'irrévérense comme il se doit.
Sa vie traverse les époques espagnoles, mexicaines et américaines en Californie.
Manuel Dominguez héritie de la vaste concession de terres, le Rancho San Pedro dans le bassin de Los Angeles. Fils aîné de Cristobal Dominguez, il est crédité de la solidification du Rancho San Pedro, avec une nouvelle concession de terre mexicaine, et un brevet américain; avec le développement du rancho, aussi l'érection du Dominguez Rancho Adobe comme siège du rancho au-dessus de la plaine inondable de la rivière Los Angeles dans les Dominguez Hills, à la frontière entre Compton et Carson en Californie.
À l'âge de 20 ans, il engendre un enfant (Tomasa, 1823-1826) avec la fille de 10 ou 11 ans de Santiago Arguello, Maria Luisa Juana Josefa de la Cruz Arguello Zamorano (1812-1847). Manuel Dominguez rencontre la belle et talentueuse Maria Engracia de Cota, et ils tombent amoureux. Le 7 décembre 1827, ils se marient à la Mission San Gabriel. Maria gère habilement les affaires des réunions familiales et sociales. Maria est la fille de Don Guillermo Cota, préfet (commissaire) du gouvernement mexicain. Grâce à ce contact, Manuel acquiert une introduction au fonctionnement politique du Pueblo et de ses environs. Maria est également la petite-fille de Manuel Nieto, puissant détenteur de la grande concession foncière à l'est de Rancho San Pedro. Ensemble, Manuel et Maria ont dix enfants, dont quatre meurent en enfance,.
À partir de 1828, Dominguez entreprend une longue carrière de service public, en plus de ses intérêts commerciaux. Son service politique comprenait Alcalde (maire) du Pueblo de Los Ángeles et troisième préfet du district sud d'Alta California.

## Rancho San Pedro
Manuel Dominguez hérite du Rancho San Pedro  en 1825 de son père, Cristóbal Domínguez. Manuel et ses deux frères s'installent dans le ranch, construisant des maisons en adobe. Le terrain est initialement concédé à son grand-oncle, Juan José Domínguez (1736-1809), soldat espagnol de la Nouvelle-Espagne. En 1769, avec Fernando Rivera y Moncada, il est dans le premier groupe qui arrive sur le site et fonde le Presidio de San Diego en Alta California. Domínguez seti avec Gaspar de Portolà et Junípero Serra lors de l'expédition Portolà, la première exploration terrestre européenne de la Californie actuelle. Il voyage dans le nord de San Diego, la vallée de San Gabriel, le bassin de Los Angeles, la vallée de San Fernando, la baie de Monterey et la baie de San Francisco . En 1784, Juan José Domínguez reçoit une concession foncière de pâturage nommée Rancho San Pedro, 75 000 acres (30 351 hectares)  de terre et l'une des premières de Californie, par le gouverneur militaire de la haute Californie, Pedro Fages, au nom du roi Charles III d'Espagne. Il inclut ce qui est aujourd'hui tout le port de Los Angeles ; San Pedro, Los Angeles ; Harbor City, Los Angeles ; Wilmington, Los Angeles ; Carson ; Compton ; les collines de Dominguez ; Lomita ; la péninsule de Palos Verdes ; Redondo Beach ; Plage Hermosa ; Manhattan Beach ; et Torrance .
Le Rancho est re-concédé par le gouvernement mexicain en 1822 après que le Mexique soit devenu indépendant de l'Espagne. Le 18 décembre 1858, le gouvernement des États-Unis brevète la concession de 43 119 acres de Manuel Dominguez.
Le 25 mai 1869, Manuel Domínguez accorde au chemin de fer de Los Angeles et de San Pedro une emprise de 100 pieds à travers le Rancho San Pedro. L'exploitation du chemin de fer de Los Angeles et de San Pedro à travers le Rancho San Pedro commence en 1869. Un droit de passage supplémentaire de Wilmington à l'île de Rattlesnake (terminal) au chemin de fer de Los Angeles et de San Pedro est accordé en 1871. C'est le précurseur de l'Alameda Corridor d'aujourd'hui, une route express pour et depuis les ports de Los Angeles et Long Beach.

### Litiges de propriété
Les différends concernant la propriété de Manuel Domínguez de Rancho San Pedro ont pour origine des événements survenus alors que la Californie est sous domination espagnole. Lorsque Juan José Domínguez meurt en 1809 et laisse la moitié de sa succession à Cristóbal Domínguez son neveu, Cristóbal ne défend pas agressivement son titre.
L'exécuteur testamentaire de la succession, Manuel Gutiérrez, remboursa les dettes de Juan José et emménagea, assumant les droits de propriété. Gutiérrez construisit le Rancho. Il donna à Jose Dolores Sepúlveda la permission d'élever du bétail sur une partie de la terre connue sous le nom de los Palos Verdes. Sepúlveda fit des améliorations et constitua son troupeau.
En 1817, Cristóbal fit valoir sa revendication sur le domaine en demandant à Sepúlveda de retirer son bétail. Le gouverneur Sola publia un décret selon lequel le Rancho est la propriété de Juan José Domínguez et ordonna à Sepúlveda de partir. Sepúlveda refusa; aboutissant à une impasse. Puis en 1822, Cristóbal obtint à nouveau du gouverneur Sola un décret lui attribuant la terre. Le décret devait être présenté personnellement à l '«Ayuntamiento» de Los Angeles. Cela fut réalisé par Manuel Domínguez. Sepúlveda de nouveau refusa.
Sous la domination mexicaine, Juan Dolores Sepúlveda déposa une demande reconventionnelle fondée sur l'autorisation de Gutiérrez, la durée de résidence et des améliorations substantielles de la propriété. Juan Dolores Sepúlveda mourut dans une révolte indienne. Ses héritiers, les enfants et Manuel Gutiérrez prirent le contrôle des opérations en leur nom. Doña Sepúlveda, la veuve, épousa Antonio Machado et la famille resta au Rancho. En 1825, Cristóbal Domínguez mourut et Manuel Domínguez s'installa au Rancho avec ses frères Nasario et Pedro. Manuel maintint ses droits de propriété. La Californie devint une partie du Mexique en 1822, Manuel Domínguez demanda et reçut deux décrets du gouverneur mexicain Echeandia pour le retrait des troupeaux de Machado et Sepúlveda, mais le gouverneur Echeandia confondit les choses en émettant en même temps Sepúlveda une concession provisoire contradictoire de Rancho de los Palos Verdes. Les héritiers de Sepúlveda, Machado et Gutiérrez refusèrent les décrets obtenus par Manuel Domínguez.
En 1834, Manuel Domínguez, Gutiérrez et les héritiers de Sepúlveda; Juan et José Sepúlveda présentèrent leurs revendications au gouverneur José Figueroa. Dans le décret d'arbitrage de 1834, il statua qu'en dépit des décrets d'annulation, les Sepúlveda avaient pris possession de bonne foi à un moment où Cristóbal Domínguez ne faisait pas valoir sa demande. Il leur décerna la zone Palos Verdes. Le reste de Rancho San Pedro alla à Manuel Domínguez. Gutiérrez ne reçut aucune propriété foncière, mais put faire paître ses troupeaux pour le reste de sa vie.
En octobre 1838, Nathaniel Pryor, époux de Teresa Sepúlveda, le beau-frère de Juan et José Sepúlveda demanda au gouverneur quatre mille acres de terre appartenant à Manuel Domínguez sur le côté est de Palos Verdes. Le gouverneur Alvarado rejeta la pétition car la terre était entre des mains privées. En 1839, Manuel Domínguez soumit et obtint une pétition pour los Palos Verdes et les Sepúlvedas reçurent l'ordre de quitter. José et Juan Sepúlveda déposa une plainte incidente concernant le décret d'arbitrage de 1834. En avril 1841, le gouverneur Alvarado confirma la revendication de Sepúlveda, mais réprimanda les deux parties.
Manuel Domínguez proposa un règlement privé. Les limites entre les Ranchos furent étudiées. En juin 1841, un accord fut signé par la famille Domínguez transférant tous les droits de los Palos Verdes aux Supelvedas. Cela effectivement mis fin au conflit entre les familles.

## Carrière publique
Manuel Domíngue occupa de nombreuses fonctions publiques au cours de sa vie. En juin 1828, il fut nommé Électeur de Partido du Pueblo de Los Angeles . En novembre 1828, Manuel Domínguez fut élu au Pueblo de Los Angeles El Ilustre Ayuntamento (conseil municipal) sous la domination mexicaine. Du 11 janvier au 19 février 1829, il fut délégué à la première législature mexicaine en Alta California, à San Diego. En 1832, à l'âge de 29 ans, il fut élu Alcalde (maire) du Pueblo de Los Angeles. En 1839, il fut élu pour un second mandat et en 1842, il fut élu pour un troisième mandat sous le nom d'Alcade .
De 1833 à 1834, Manuel fut représentant du pueblo de Los Angeles à la législature provinciale mexicaine de Monterey, la capitale de la Californie. En 1836, il fut élu Encargado de Justicia, ou juge de paix du district de San Pedro. En 1843, il fut nommé par le gouverneur troisième préfet du district sud d'Alta California, ce qui donna à Manuel l'autorité sur tous les comtés actuels de Los Angeles et d'Orange.
En 1844, il fut nommé Capitán de Defensores, compagnie locale de milice. En 1848, du 3 septembre au 13 octobre  pendant la transition de la domination mexicaine à la domination américaine, Dominguez fut l'un des huit délégués Californio envoyés à la convention constitutionnelle de Monterey, lors de laquelle une constitution futrédigée en vue de l'admission de la Californie à l'Union. en tant qu'État. Il fut un signataire de la première constitution de Californie.
En 1852, Dominguez fut élu au conseil de surveillance du comté de Los Angeles.

## Mort
Manuel Dominguez décéda des suites d'une courte maladie le 11 octobre 1882, à l'âge de 79 ans. La messe de requiem fut célébrée à la cathédrale St. Vibiana de Los Angeles par l'évêque Mora. Le cercueil fut suivi par douze hommes éminents de la communauté, Californios, Anglos et Européens. Dominguez fut enterré dans l'ancien cimetière du Calvaire (Los Angeles) qui est aujourd'hui abandonné. Quelque temps plus tard, sa femme et lui furent inhumés de nouveau au cimetière du Nouveau Calvaire.

## Héritage
On se souvient surtout de Manuel Dominguez pour avoir gardé le Rancho San Pedro intact, tandis que la plupart des autres grands ranchos furent rapidement démantelés après la fin de l'ère mexicaine. Bien que de taille réduite, les terres de Rancho restèrent aux mains de la famille Dominguez via la Dominguez Estate Company, la Dominguez Water Company et la Watson Land Company. L'adobe Manuel construit est maintenant à la fois un state landmark et national landmark et est exploité comme musée, le Dominguez Rancho Adobe Museum. Le lycée Manuel Dominguez de Compton en Californie fut nommé en son honneur. En 2005, il est intronisé au Hall of Great Westerners du National Cowboy & Western Heritage Museum .

### Héritiers de Manuel Domínguez
Luis Gonzaga Policarpo Manuel Antonio Fernando Dominguez y Reyes fut marié à María Engracia de Cota y Nieto, fille du propriétaire de Rancho Los Cerritos, Guillermo Cota . À la mort de Manuel Domínguez en 1882 et au décès de sa femme quelques mois plus tard, les terres du Rancho San Pedro furent partagées entre ses six enfants survivants, toutes des filles.
| Nom                                 | Naissance / Décès | Marié                                          | Remarques                        |
| ----------------------------------- | ----------------- | ---------------------------------------------- | -------------------------------- |
| Ana Josefa Juliana Domínguez        | 1829-1907         | William Dryden (1868), Charles E. Guyer (1884) |                                  |
| María Guadalupe Marcelina Domínguez | 1830-1913         | Jamais marié                                   |                                  |
| Maria Leonar Dominguez              | 1832-1833         | Décédé enfant                                  |                                  |
| Maria Adelaida Dominguez            | 1835-1836         | Décédé enfant                                  |                                  |
| Manuel Antonio Dominguez            | 1837-1858)        |                                                |                                  |
| María Dolores Simona Domínguez      | 1838-1924         | James A. Watson                                | Watson Land Company              |
| José Antonio Dominguez              | 1840-1863         |                                                |                                  |
| María Victoria Domínguez            | 1842-1916         | George Cady Carson                             | Carson, Californie               |
| Maria Susana Delfina Domínguez      | 1844-1931         | Gregorio del Amo et Gonzalez                   | Boulevard Del Amo, place Del Amo |
| María de los Reyes Domínguez        | 1847-1933         | John Fillmore Francis                          |                                  |